# Gardineroseris planulata
Gardineroseris planulata là một loài san hô trong họ Agariciidae. Loài này được Dana mô tả khoa học năm 1846.

## Hình ảnh

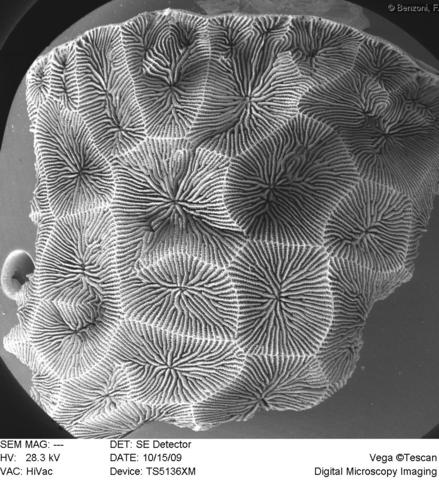
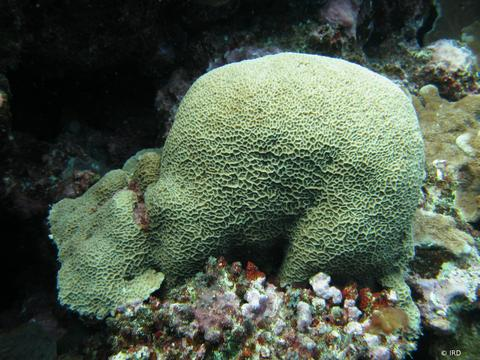
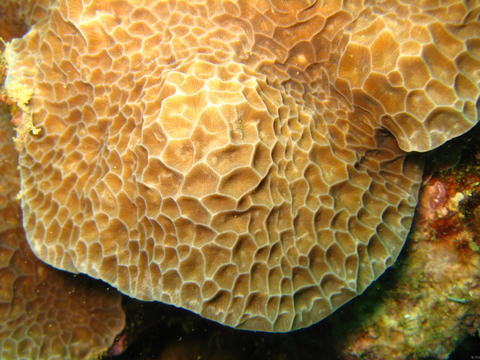